# Attila B. L. Kelemen
Attila Béla Ladislau Kelemen (n. 4 mai 1948, Târgu Mureș, România – d. 8 ianuarie 2022) a fost un politician român de etnie maghiară, deputat în Parlamentul României între 1996 și 2016, precum și membru al Parlamentului European între 1 ianuarie și 9 decembrie 2007. A făcut parte din grupul Partidul Popular European. Kelemen a fost de profesie medic veterinar, fiind și membru fondator și președintele de onoare al Asociației Chinologice Mureș.

## Biografie
Kelemen a fost vicepreședinte al Comisiei pentru agricultură, silvicultură, industrie alimentară și servicii specifice, iar între anii 1996 și 2004 fost liderul grupului UDMR din Camera Deputaților. În legislatura 1996–2000, Kelemen a fost membru în grupurile parlamentare de prietenie cu Republica Peru și Republica Indonezia. În legislatura 2000–2004, Kelemen a fost membru în grupurile parlamentare de prietenie cu Republica Africa de Sud și Regatul Unit al Marii Britanii și Irlandei de Nord; în legislatura 2004–2008, Kelemen a fost membru în grupurile parlamentare de prietenie cu Regatul Unit al Marii Britanii și Irlandei de Nord și Regatul Norvegiei; în legislatura 2008–2012, Kelemen a fost membru în grupurile parlamentare de prietenie cu Regatul Unit al Marii Britanii și Irlandei de Nord și Republica Kazahstan iar în legislatura 2012–2016, a fost membru în grupurile parlamentare de prietenie cu Regatul Unit al Marii Britanii și Irlandei de Nord și Republica Tunisiană.      
În 2004 a candidat din partea UDMR la funcția de primar al municipiului Târgu Mureș, ocazie cu care a obținut 40,34% din voturile exprimate de electorat, față procentul de 56,53% obținut de Dorin Florea, care a fost ales primar din primul tur de scrutin.
Kelemen a murit la 8 ianuarie 2022, în vârstă de 73 de ani.